# Roman Berger
Roman Berger (ur. 9 sierpnia 1930 w Cieszynie, zm. 22 grudnia 2020 w Bratysławie) – polski muzyk, pianista, kompozytor, filozof muzyki i muzykolog. Od 1952 roku żył na Słowacji. W 2006 został odznaczony Złotym Medalem „Zasłużony Kulturze Gloria Artis”, a w 2011 Krzyżem Oficerskim Orderu Zasługi Rzeczypospolitej Polskiej.